# Karneval von Oruro
Der Karneval von Oruro (spanisch Carnaval de Oruro) ist ein religiöses Fest, das zu Ehren der Virgen del Socavón (Jungfrau der Bergwerksstollen) veranstaltet wird; in ihm leben Elemente der präkolumbischen Religionen der indigenen Völker des Hochlandes fort. Er findet jährlich statt und ist eine der touristischen Hauptattraktionen Boliviens. Der Karneval von Oruro wurde 2001 von der UNESCO in die Liste der Meisterwerke des mündlichen und immateriellen Erbes der Menschheit aufgenommen und 2008 in die Repräsentative Liste des immateriellen Kulturerbes der Menschheit übernommen.
2014 kamen 350.000 Personen zum Karneval nach Oruro.

## Ablauf
Jedes Jahr wird der Karneval am Donnerstag vor dem Faschingswochenende mit dem autochthonen Fest Anata Andina eingeläutet, an dem hauptsächlich Indigene teilnehmen. Hier dankt man der Pachamama und den Achachilas (Gottheiten, die für Wind, Regen, Eis etc. zuständig sind und in den Bergen wohnen) für die Ernte des letzten Jahres und bittet erneut um eine gute Ernte für das kommende Jahr (in etwa vergleichbar mit dem Erntedankfest).
Der eigentliche Karneval von Oruro beginnt am Samstag vor Rosenmontag (Faschingssamstag) und dauert drei Tage. Die Tanzgruppen starten in der Nähe des Busbahnhofes in Oruro und beenden ihren Umzug in einer Kirche, der Iglesia del Socavón. Der Umzug hat eine Länge von ca. 3 km. Nur wer Mitglied eines Conjunto (Tanzgruppe bzw. Bruderschaft) ist, darf am Umzug durch die Stadt teilnehmen.
Am ersten Tag (Samstag) wird explizit für die Virgen del Socavón (Jungfrau der Bergwerksstollen) getanzt. Viele Teilnehmer schwören ihr, mindestens drei Jahre am Karneval teilzunehmen, um im Gegenzug etwas von ihr zu erbitten. Manche Teilnehmer nehmen schon ihr ganzes Leben jedes Jahr am Karneval teil.
Am zweiten Tag (Sonntag) tanzt man für den Dios Momo, den Gott des Spaßes. Die Organisation an diesem Tag ist lockerer, u. a. ist auch der Konsum von Alkohol gestattet (was am Samstag eigentlich verboten ist).
Der Montag des Karneval (Rosenmontag) ist ausschließlich der Diablada und Morenada gewidmet. Die Conjuntos treffen sich an diesem Tag vor dem Platz an der Kirche. Tanzend betreten sie die Kirche und verabschieden sich von der Jungfrau. Hier bitten sie um Kraft und Erfolg für das kommende Jahr und bedanken sich für ihre Unterstützung. Abends feiert jede Gruppe für sich ein Fest, das ein ausgewähltes Mitglied (pasante) der Gruppe ausrichtet (jedes Jahr ein anderer). Dort wird ein Abbild der Jungfrau dem neuen pasante übergeben, der es bis zum nächsten Jahr „betreut“.

## Organisation
Organisiert wird der Karneval von Oruro von der ACFO, der Asociacion de Conjuntos del Folklore de Oruro (Verein der folklorischen Tanzgruppen von Oruro). Sie legt die Startreihenfolge der Tanzgruppen fest, bewertet deren Auftreten und setzt Sanktionen bei Verstößen gegen die Vereinsregeln (z. B. wenn sich eine Tanzgruppe zu langsam vorwärts bewegt). U. a. können solche Sanktionen zur Verschiebung an den letzten Startplatz führen.
Am Karneval nehmen derzeit 48 Tanzgruppen teil. Diese tanzen dabei 18 verschiedene Tänze, u. a. Diablada, Morenada, Caporales, Tobas, Tinku, Phujllay usw.
Die Startreihenfolge wird von der ACFO festgelegt. Am Samstag entspricht diese im Wesentlichen dem Gründungsdatum der einzelnen Tanzgruppen.

## Weitere Veranstaltungen im Rahmen des Karneval

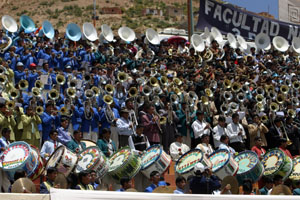
Das Festival de Bandas

Mit dem Karneval hängen zwei weitere Veranstaltungen zusammen:
Noch vor Beginn (meist zwei bis drei Wochen vorher) findet das festival de bandas (Blasmusikfest) statt. Dabei stellen sich alle Musiker aller Blasmusikkapellen, die im Karneval die Tanzgruppen mit Musik begleiten, zusammen auf, um gemeinsam einige Musikstücke (u. a. die bolivianische Nationalhymne, die Hymne von Oruro etc.) zu spielen. Danach findet ein Wettbewerb statt, und es wird die beste Blasmusikkapelle gekürt. An diesem Festival nehmen rund 3000 bis 4000 Musiker teil.
Am Morgen des Karnevalssonntags treffen sich gegen vier Uhr alle Musikkapellen (bandas) der teilnehmenden Tanzgruppen auf dem Platz vor der Kirche zum saludo al sol (Gruß an die Sonne), der auch el alba genannt wird. Mit der aufgehenden Sonne beginnen alle Musikgruppen gleichzeitig die Melodie ihrer Tanzgruppe zu spielen. Da jede Gruppe eine andere Melodie hat, kann man eine bestimmte Melodie nur dann ausmachen, wenn man direkt vor einer dieser bandas steht.

## Wirtschaftliche Auswirkungen
Die Fahrt von und nach Oruro ist um diese Jahreszeit doppelt so teuer wie gewöhnlich, und die Plätze in den Bussen sind schon lange im Voraus ausverkauft. Hotels und Pensionen sind Monate vorher ausgebucht. Arbeitsplätze entstehen auch durch die Herstellung der typischen, kunstvoll geformten und verzierten riesigen Gipsmasken in Form von Teufelsfratzen.

## Unfälle

### Brückeneinsturz 2014
Unter der Belastung durch Zuschauer brach am 1. März 2014 in Oruro eine Brücke ein und stürzte auf eine Musikgruppe. Bei diesem Unfall starben 5 Personen und Dutzende wurden verletzt. Beim Karneval in Bolivien sind 2014 nach Regierungsinformationen insgesamt – in den Tagen bis zum 6. März 2014 – 75 Menschen ums Leben gekommen; davon 15 durch Gewalttaten, 37 durch Verkehrsunfälle und 23 durch andere Unglücke. Allein zum Karneval in Oruro kamen 350.000 Menschen.

### Gasexplosion
Am 10. Februar 2018 kam es am Rande des Umzugs bei einem mobilen Imbissstand, der mit Flüssiggas heizte, zu einer Explosion, die 6 Menschen tötete.